# Малда (округ)
Ма́лда (англ. Malda, бенг. মালদা জেলা) — округ в индийском штате Западная Бенгалия. Является крупным центром по выращиванию манго и производству шёлка. Административный центр округа — Малда (Инглиш-базар).

## География
Расположен в центральной части штата, в 347 км к северу от Калькутты. Граничит с Бангладеш (на востоке), штатами Джаркханд и Бихар (на западе) и бенгальскими округами Муршидабад (на юге), Северный Динаджпур и Южный Динаджпур (на севере).

## Население
По данным переписи 2011 года население округа составляет 3 997 970 человек. Плотность населения — 1071 чел/км². Уровень роста населения за период с 2001 по 2011 годы составил 21,5 %. Гендерный состав: 939 женщин на 1000 мужчин. Уровень грамотности — 62,71 %. Ислам исповедуют 52,05 % населения; индуизм — 46,97 %; другие религии — 0,98 %.
По данным прошлой переписи 2001 года население округа насчитывало 3 290 468 человек.